# 小野木梨衣
小野木 梨衣（おのぎ りえ、1987年2月5日 - ）は、フリーアナウンサー。元石川テレビアナウンサー。愛知県半田市出身。

## 人物
- 愛知淑徳大学卒業後、2009年4月1日に石川テレビ放送に入社したが、正式入社の2日前にテレビデビューしている。[1]
- 趣味は社交ダンス。好きな食べ物はオムライス。酒には弱い。
- 入社前は、アナウンサー養成スクールのテレビ朝日アスクと関西アナウンススクールの受講生であった。
- 2011年3月にはFNSアナウンス大賞・新人部門の優秀賞を獲得した。[2]
- 2014年3月、石川テレビを退社。
- 2016年3月、ニチエンプロダクションを退所。[3][4]
- 2017年7月5日、第一子（長男）を出産した。

## 過去の担当番組
- めざましテレビ - 2011年7月27日「めざましライフエイドキャラバン」白米千枚田より中継[5]
- めざましどようび - 2011年4月16日「めざましさくらエイド」[6]
- FNS27時間テレビ (2011年)（FNSアナウンサーがんばった歌謡大賞）
- 石川さん情報Live リフレッシュ（「ぶらり中継」・「はらぺこ中継」・「電話で買いまｓｈｏｗ」担当）
- SHOPてチョーダイ!
- FNN石川テレビスーパーニュース
- 8ッピーLive　いしかわキッズ!
- ウィークリーいしかわ
- ほっとけない魔女たち第11話に出演。
- タモリカップ応援番組『Captain T Music Squadron』（湘南ビーチFM）
- JA Fresh Market（FMヨコハマ、2014年8月30日-2016年3月26日）
- Cafe du Cinema（石川テレビ）
- FNN石川テレニュース
- 北陸中日新聞テレビ日曜夕刊